# Chippewa Lake
Chippewa Lake is een plaats (village) in de Amerikaanse staat Ohio, en valt bestuurlijk gezien onder Medina County.

## Demografie
Bij de volkstelling in 2000 werd het aantal inwoners vastgesteld op 823.

## Geografie
Volgens het United States Census Bureau beslaat de plaats een oppervlakte van
0,7 km², geheel bestaande uit land.

## Plaatsen in de nabije omgeving
De onderstaande figuur toont nabijgelegen plaatsen in een straal van 12 km rond Chippewa Lake.